# Beyond the Black
Beyond the Black — німецький гурт, який грає в стилі симфонічний метал і павер-метал. Був сформований 2014 року в німецькому місті Мангайм. 

## Історія
Гурт було сформовано в 2014 в Мангаймі, Німеччина. Початковий склад був такий: Дженіфер Хабен (вокалістка, екс-Saphir), Нільс Лессер (гітара), Крістофер Хуммельс (ритм-гітара / бек-вокал), Майкл Хаузер (клавішні), Ервін Шмідт (басист) і Тобіас Дірер (барабани). Перші їхні виступи відбулися на фестивалі  Wacken Open Air 2014 і в турне на підтримку Saxon та Hell.
13 січня 2015 року, гурт презентував свій дебютний альбом Songs of Love and Death. В 2016 році гурт презентував свій другий альбом Lost in Forever. 15 липня 2016 року на офіційному сайті гурту з'явилася інформація, що гурт шукає нових музикантів. В листопаді 2016 було оголошено новий склад гурту.
Другий альбом гурту Beyond the Black під назвою «Lost in Forever» вийшов 12 лютого 2016 року і містить 13 треків. До делюкс-видання увійшли 9 концертних пісень (включаючи невидану кавер-версію), інтерв'ю та інтерактивне меню.
15 липня 2016 року гурт оголосив, що Дженніфер Хейбен і її музиканти розлучаються. Хабен продовжила групу з новими учасниками. Новий склад гурту (Кай Щерський (ударні), Тобі Лодес (ритм-гітара), Кріс Хермсдорфер (соло-гітара), Штефан Херкенхофф (бас-гітара) і Йонас Росснер (клавішні)) був оголошений у листопаді 2016 року і з цього часу організований як постійний склад гурту.
13 січня 2017 року вийшов другий альбом гурту Lost In Forever у вигляді Tour Edition з додатковим пісенним матеріалом. Після цього Beyond the Black розпочали міжнародні гастролі з концертами у Великій Британії, Чехії, Польщі, Росії та Японії. У 2017 році гурт також гастролював на розігріві у Aerosmith і Scorpions.
Навесні 2018 року клавішник Йонас Росснер покинув Beyond the Black з особистих причин.
31 серпня 2018 року вийшов третій альбом гурту Heart of the Hurricane, після чого до кінця року відбувся великий європейський тур на розігріві у голландського симфо-метал-гурту Within Temptation.
У 2019 році гурт випустив чорне видання альбому Heart of the Hurricane з трьома новими піснями і відправився в європейський хедлайн-тур, який в основному був розпроданий.
19 червня 2020 року Beyond the Black випустили свій четвертий альбом "Hørizøns", який досяг найвищих позицій у чартах на сьогоднішній день. Під час релізу гурт анонсував європейське турне на розігріві разом зі шведсько-данським метал-гуртом Amaranthe.
9 вересня 2022 року Amaranthe випустили альтернативну синглову версію (включаючи лірик-відео) своєї пісні «Make It Better», з Дженіфер Хейбен в якості запрошеної вокалістки.
13 січня 2023 року в гурту вийшов їх 5 студійний альбом "Beyond the Black".
28 липня 2023 року гурт випустив відео клип на пісню «Call My Name»

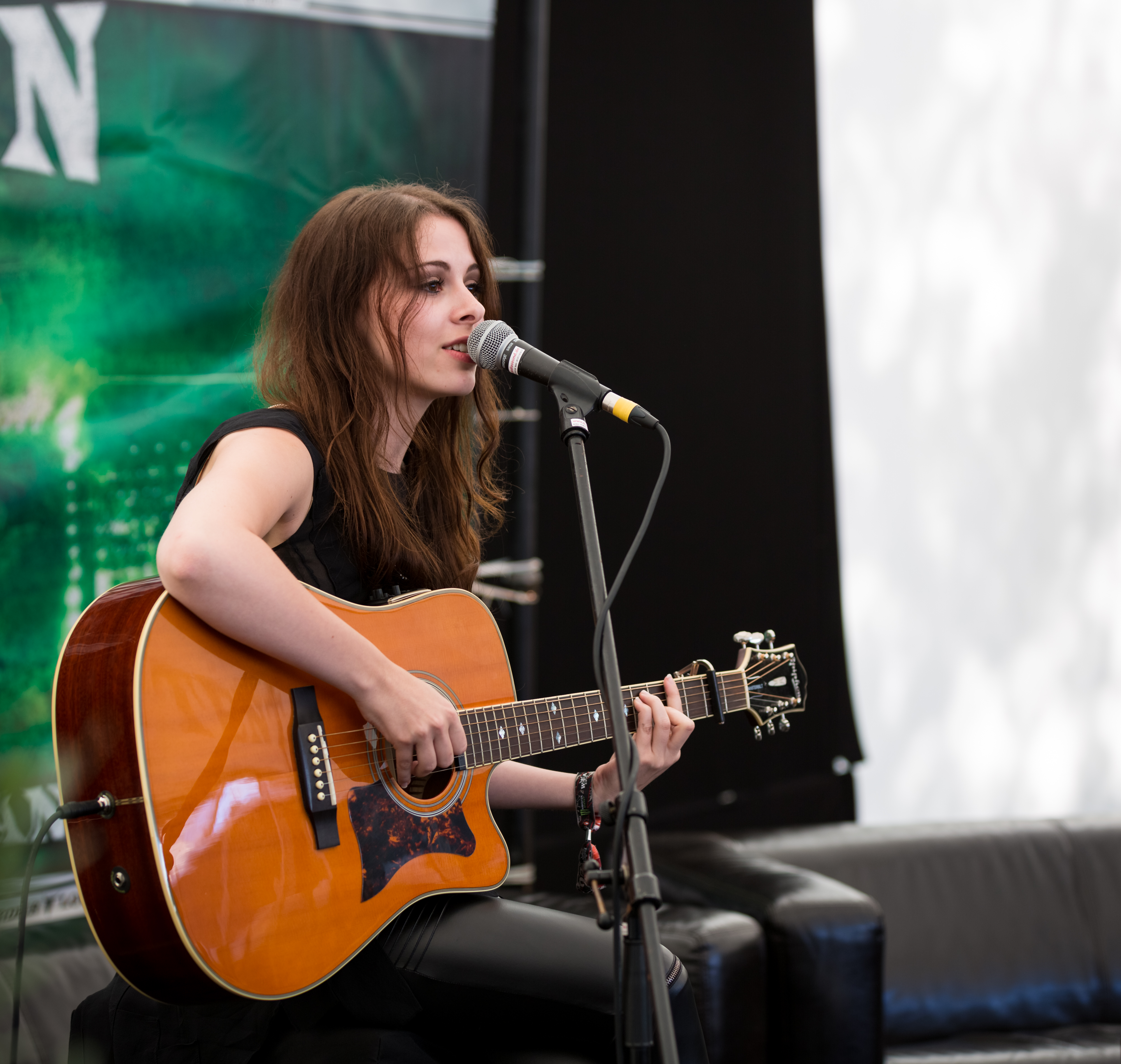
Дженіфер Хейбен, вокалістка гурту Beyond The Black, виступила на фестивалі Wacken Open Air 2016

## Члени гурту
- Дженіфер Хейбен - вокал (2014 - наш час)
- Стефан Геркенхофф - бас-гітара (2016 - наш час)
- Кріс Хермсдорфер - гітара, бек-вокал (2016 - наш час)
- Тобі Лодес - ритм-гітара, бек-вокал (2016 - наш час)
- Джонас Ройснер - клавішні, бек-вокал (2016 - наш час)
- Кай Чирскі (Kai Tschierschky) - барабани (2016 - наш час)

## Колишні члени
- Нільс Лессер - гітара (2014 - 2016)
- Крістофер Хуммельс - ритм-гітара / бек-вокал (2014 - 2016)
- Майкл Хаузер  - клавішні (2014 - 2016)
- Ервін Шмідт - басист (2014 - 2016)
- Тобіас Дірер - барабани (2014 - 2016)

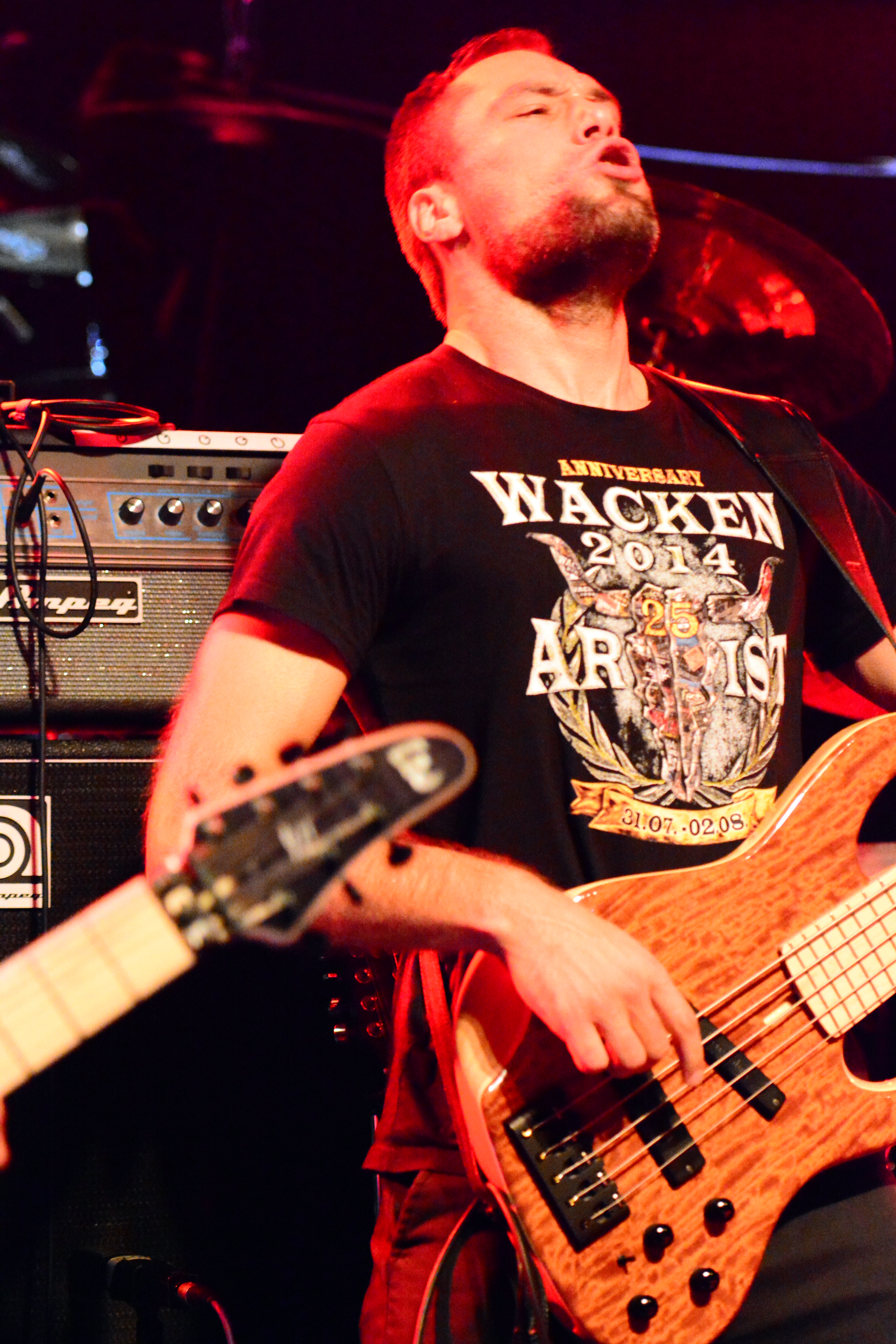

## Дискографія
Альбоми
2015 - Songs of Love and Death (13 лютого 2015 року)
2016 - Lost in Forever (12 лютого 2016)
2018 - Heart of the Hurricane (31 серпня 2018)
2020 - Hørizøns (19 червня 2020 року)
2023 - Beyond the Black (13 січня 2023)

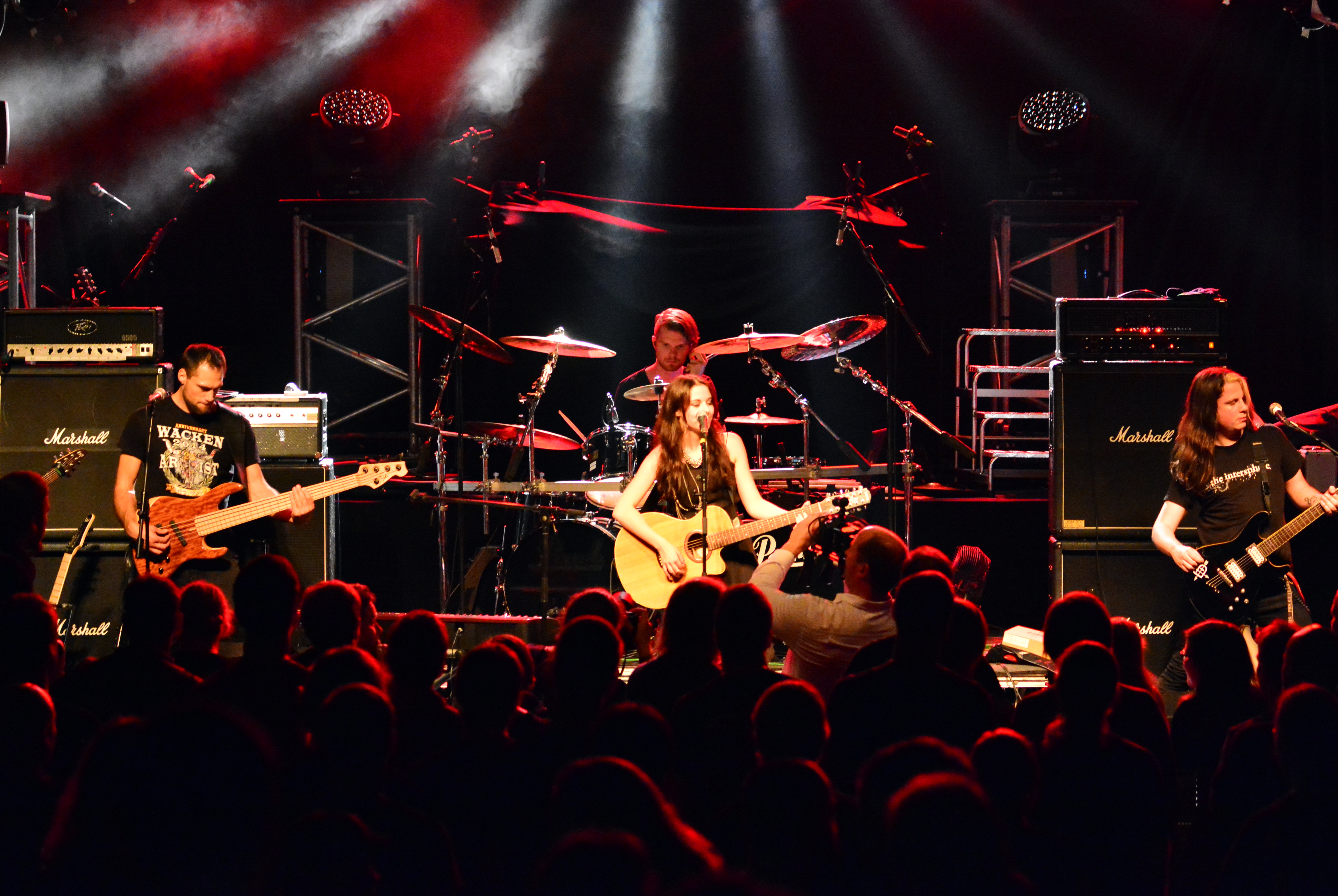
Beyond the Black на Hamburg Metal Dayz 2014

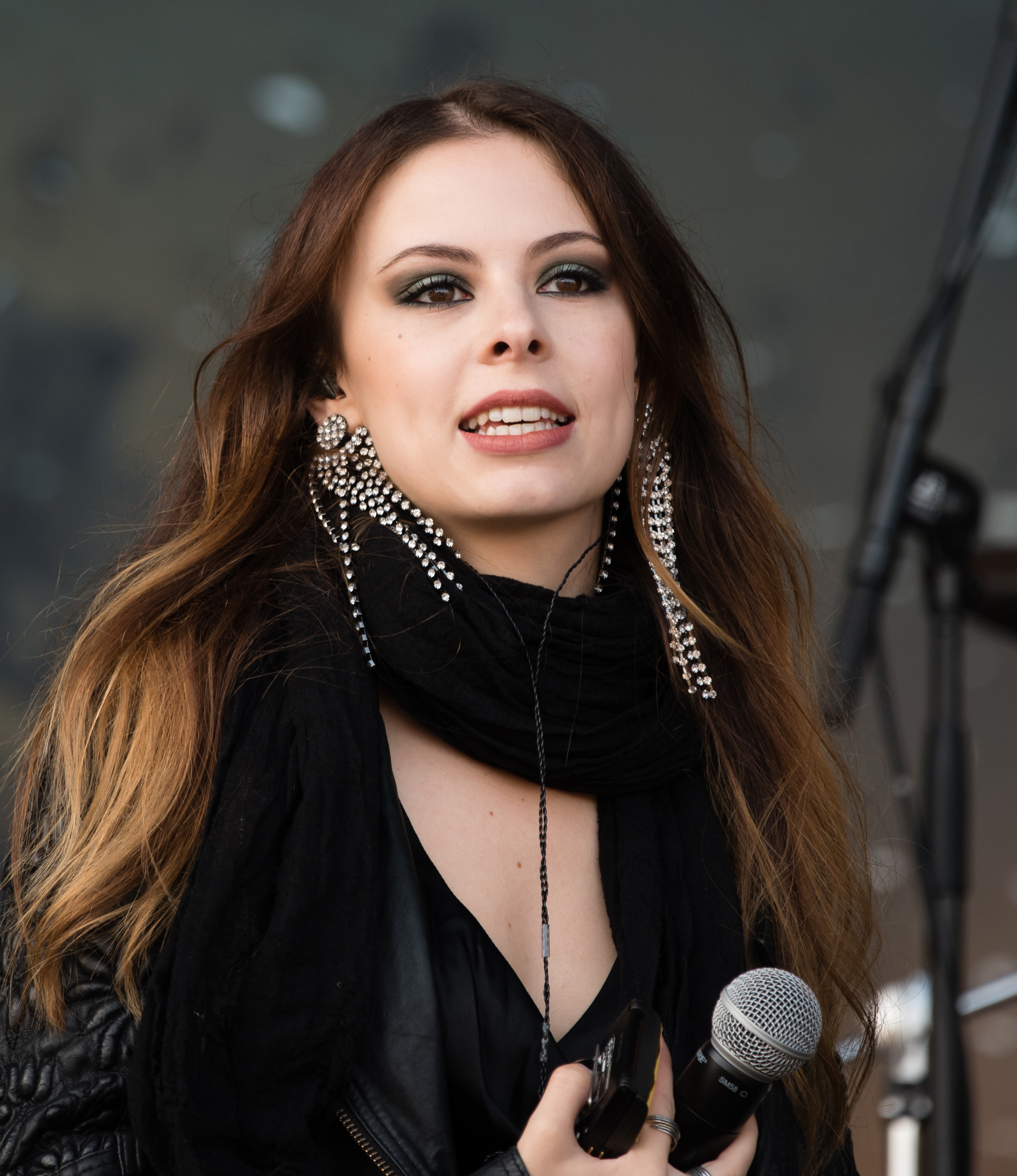
Дженніфер Хейбен 2018 рік

Міні-альбоми(ЕР)
| Рік  | Назва                                        | Примітка |
| ---- | -------------------------------------------- | -------- |
| 2020 | "W:O:A Acoustic Clash: The Lockdown Session" |          |

Сингли